# Meme do namorado distraído

A fotografia que inspirou o meme

O meme do namorado distraído é um meme da Internet com origem numa foto de banco de imagens tirada pelo fotógrafo espanhol Antonio Guillem em 2015. Usuários de redes sociais começaram a usar a imagem como meme no início de 2017 para retratar diferentes formas de infidelidade, tornando-se viral a partir de agosto do mesmo ano. O meme inspirou várias derivações e foi considerado pela mídia um dos melhores de 2017.

## Origem da fotografia
A imagem foi feita na cidade de Girona, na Catalunha, na Espanha, em meados de 2015, pelo fotógrafo de Barcelona Antonio Guillem. Ele disse à Wired que ele e os modelos da imagem planejavam representar o conceito de infidelidade "de uma forma lúdica e divertida". O namorado e a namorada da fotografia são conhecidos pelos nomes artísticos "Mario" e "Laura". "Laura" mais tarde descreveu a experiência de fotografar imagens de stock, dizendo: "Quando as pessoas nos viram simulando aquelas cenas na rua, pararam para olhar e rir; no meu caso, como eu precisava ter uma expressão mais séria, tive dificuldade para mantê-la".
A imagem foi carregada no banco de imagens Shutterstock, com o título "Homem desleal caminhando com sua namorada e parecendo surpreso com outra garota sedutora." Apesar do posterior sucesso da fotografia, Guillem não obteve muito retorno financeiro com ela; segundo ele, as fotos mais populares chegam a ser vendidas 6 mil vezes em um ano, mas sua fotografia foi adquirida apenas cerca de 700 vezes no ano. Em relação aos direitos autorais desta imagem, Guillem afirmou:
| “ | Todas as nossas imagens estão sujeitas às leis de direitos autorais e aos contratos de licença das agências de microstock. Não é permitido, em hipótese alguma, o uso de qualquer imagem sem ter adquirido a licença adequada, então cada pessoa que usa imagens sem licença o faz de forma ilegal. Não é isso o que realmente nos preocupa, pois esse é apenas um grupo de pessoas que o faz de boa fé, e não vamos tomar nenhuma ação, exceto nos casos extremos em que essa boa fé não existe. | ” |

## Meme
O primeiro uso conhecido da imagem como um meme da Internet foi feito em janeiro de 2017, em uma postagem publicada em um grupo em língua turca do Facebook, que reunia interessados em rock progressivo. A postagem rotulou o homem como Phil Collins, que estaria se distraindo deste gênero musical por conta da música pop. No dia seguinte, este meme foi republicado em uma página em língua inglesa sobre rock progressivo e, no dia 2 de fevereiro, no Twitter. Mais tarde naquele mês, a fotografia original foi compartilhada no Instagram e obteve quase trinta mil curtidas.
O meme começou a se tornar viral em 19 de agosto de 2017, depois que um usuário do Twitter postou a foto com o homem rotulado como "o jovem" sendo distraído de sua namorada, rotulada como "capitalismo", pelo "socialismo". Outro usuário da plataforma copiou esse meme, recebendo mais de 35 mil retuítes e quase cem mil curtidas. O meme e suas permutações se tornaram virais no Twitter, Reddit e Facebook. De acordo com Adam Downer, editor do Know Your Meme, o meme do namorado distraído ajudou a popularizar um formato de meme chamado de "rotulagem de objetos". A namorada no meme geralmente passou a representar algo que se deve fazer, e a mulher de vermelho passou a representar algo mais desejável ou arriscado.
Os modelos "Mario" e "Laura" dizem que souberam dos memes com seu retrato quando as pessoas começaram a publicá-los em suas contas de redes sociais. Guillem disse ao The Guardian: "Eu nem sabia o que [era] um meme até recentemente. Os modelos descobriram o meme nas redes sociais e me contaram sobre ele. Nenhum de nós poderia imaginar a repercussão midiática que alcançou neste momento."
Algumas marcas começaram a usar o meme, conforme ele se tornava viral. No início de janeiro de 2018 uma versão do meme, que faz referência à história bíblica da mulher de Ló se transformando em uma estátua de sal, tornou-se viral no Twitter. O meme foi usado em uma placa para o protesto contra a violência armada "Enough! National School Walkout" em março de 2018. Em 25 de junho daquele ano, Ernie Smith, usuário do Twitter, notou outras imagens de stock nas quais a namorada do meme original fica surpresa olhando para telas.
O The New York Times publicou o meme em sua seção de negócios em 29 de maio de 2019, referenciando a fusão proposta da Renault com a Fiat Chrysler Automobiles. O namorado é rotulado como "Renault", e estaria sendo distraído de sua namorada "Nissan" pela "Fiat Chrysler".

### Variações

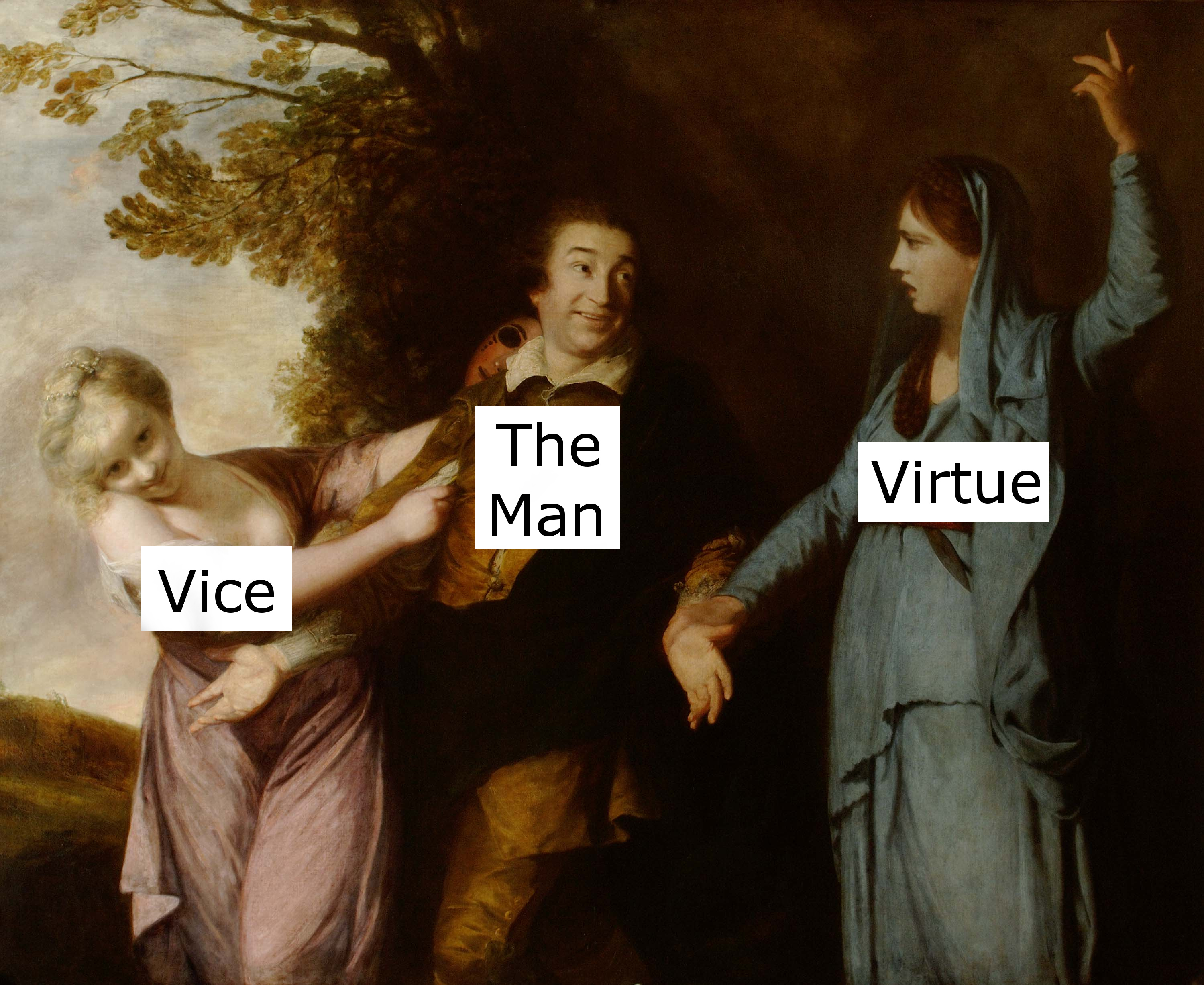
Meme inspirado em David Garrick Between Tragedy and Comedy

As primeiras variações do meme usaram outras fotos da mesma sessão de fotos de Guillem, com os mesmos três personagens, para criar uma história. No final de janeiro de 2018, alguns usuários de mídia social notaram semelhanças entre o meme e a imagem promocional de Mission: Impossible – Fallout, apresentando Henry Cavill e Angela Bassett. Em 16 de abril, um usuário do Twitter afirmou que a pintura David Garrick Between Tragedy and Comedy, de Joshua Reynolds, seria o "equivalente do século 18" do meme do namorado distraído, e a pintura se tornou popular na forma de um meme semelhante, mas com referências históricas.
No início de maio de 2018, um usuário do Twitter postou a moeda comemorativa do casamento de Henrique de Gales e Meghan Markle com um dos personagens do meme. No mês seguinte, o roteirista Peter Goldberg postou em sua conta na mesma rede social uma cena do curta-metragem Pay Day (1922), de Charlie Chaplin, com um formato semelhante ao do meme do namorado distraído. No início de julho, uma fotografia de uma mulher tomando sorvete com um homem e uma mulher de mãos dadas em Veneza se tornou viral por conta de suas semelhanças com o meme. Uma versão do meme com um noivo distraído se tornou viral no Twitter no início de outubro de 2018. Na Hungria, outra foto de stock dos mesmos dois modelos foi usada em uma campanha do governo para promover o nascimento de crianças.

## Recepção
Nathan Heller, da The New Yorker, escreveu que "o deleite do meme Namorado Distraído não era diferente do prazer perverso obtido pelo próprio Namorado Distraído: permitiu que os Estados Unidos desviasse sua atenção de compromissos muito mais importantes." Tiffany Kelly, do The Daily Dot, escreveu que "a gama do meme do namorado distraído, criada involuntariamente pelo portfólio de Guillem, o diferencia de outros conteúdos populares da internet [em 2017]".
O meme apareceu em várias listas dos principais memes de 2017, incluindo NDTV, The Next Web, PC Magazine, The Ringer, e Narcity. O The Washington Post listou o meme em seu "Hall da Fama de Memes de 2017", chamando-o de "o meme de imagem de stock com infinitas permutações". Clair Valentine, da Paper, listou o meme como aquele que definiu o ano de 2017, escrevendo: "Dizem que, frequentemente, as histórias mais específicas são de fato as mais universais, e a popularidade absurda desse meme prova isso de maneira absoluta." Para os moderadores do subreddit /r/MemeEconomy foi um dos melhores memes de 2017. Em abril de 2018, este meme ganhou a categoria Melhor Meme de 2017 no décimo Shorty Awards.
Joe McCarthy, da Global Citizen, escreveu que a fotografia original retrata "assédio sexual" e criticou a maioria dos usos do meme por não "transcender o sexismo tóxico e inerente da imagem". Em setembro de 2018, o ombudsman de publicidade da Suécia determinou que o provedor de serviços de Internet Bahnhof havia infringido as regras contra a discriminação de gênero ao usar o meme em um anúncio que retratava as oportunidades de emprego oferecidas pela empresa como a mulher que rouba a atenção, e a namorada ignorada como "seu local de trabalho atual".